# Erysimum roseum
Erysimum roseum là một loài thực vật có hoa trong họ Cải. Loài này được (Maxim.) Polatschek mô tả khoa học đầu tiên năm 1994.